# Фридман, Марат Шлёмович
Марат Шлёмович Фридман — советский и украинский инженер, лауреат Государственной премии СССР 1989 года.

## Биография
Родился 23 октября 1940.
Окончил Львовскую школу № 12 (1957) и электротехнический факультет РКИИГА (Рижский Краснознамённый институт инженеров гражданской авиации имени Ленинского комсомола — создан в 1960 году на базе Рижского Краснознамённого высшего инженерно-авиационного военного училища имени К. Е. Ворошилова) (1963).
Работал в Львове и в Риге на предприятиях оборонной промышленности, участвовал в создании навигационных приборов и систем опознавания для военных самолётов.
В 1992 году на базе заводской лаборатории автоматизации испытаний учредил научно-производственное предприятие (НПП) «Автоконтроль» (разработка и изготовление средств автоматизированного контроля бортового оборудования летательных аппаратов) (Львов) и стал его руководителем. Числился в этой должности по состоянию на 2019 год.
В сведениях Альфа-банка об аффилированных лицах за 2008 год указан как житель Москвы.
Лауреат Государственной премии СССР 1989 года (в составе коллектива) — за высокую эффективность и качество работы при ремонте техники и оборудования.
Заслуженный деятель науки и техники Латвийской ССР.
Жена — Ротштейн Евгения Бенционовна, 26.08.1940 года рождения, инженер. Двое сыновей, младший из них — российский миллиардер Михаил Фридман.
Являлся родственником Льва Петровича Фридмана (1930—2014). Их сыновья в некоторых источниках указаны как двоюродные братья, чего не может быть.